# Spirotectinidae
Spirotectinidae es una familia de foraminíferos bentónicos de la superfamilia Nonionoidea, del suborden Rotaliina y del orden Rotaliida. Su rango cronoestratigráfico abarca el Holoceno.

## Clasificación
Spirotectinidae incluye al siguiente género:
- Spirotectina